# Iridana
Iridana es un género de mariposas de la familia Lycaenidae. Las especies de este género son endémicas a la ecozona afrotropical.
El único espécimen conocido de I. agneshorvathae se recogió en Parque Nacional de Bia, en bosque seco, semicaduco del oeste de Ghana. Posiblemente es una especie del dosel arbóreo.

## Especies
- Iridana agneshorvathae Collins, Larsen & Sáfián, 2008
- Iridana bwamba Stempffer, 1964
- Iridana euprepes (Druce. 1905)
- Iridana exquisita (Grose-Smith, 1898)
- Iridana gabunica Stempffer, 1964
- Iridana ghanana Stempffer, 1964
- Iridana hypocala Eltringham, 1929
- Iridana incredibilis (Staudinger, 1891)
- Iridana jacksoni Stempffer, 1964
- Iridana katera Stempffer, 1964
- Iridana marina Talbot, 1935
- Iridana nigeriana Stempffer, 1964
- Iridana obscura Stempffer, 1964
- Iridana perdita (Kirby, 1890)
- Iridana rougeoti Stempffer, 1964
- Iridana tororo Stempffer, 1964
- Iridana unyoro Stempffer, 1964